# Giovan Battista Perasso

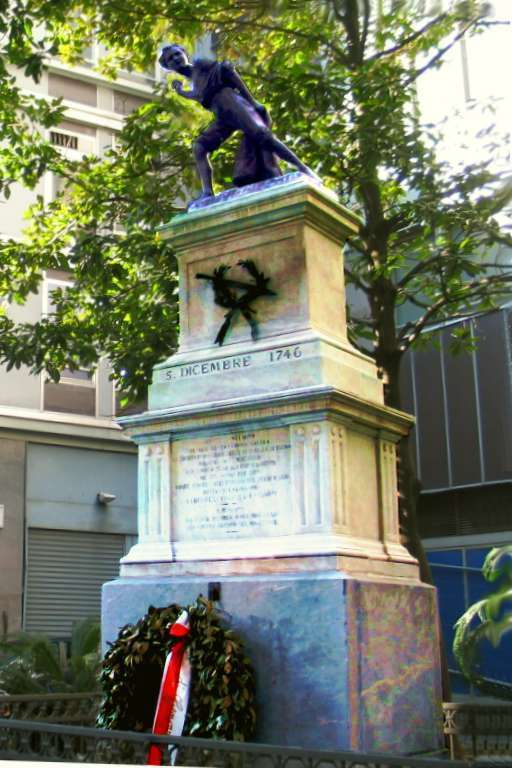
Balilla-Denkmal am Portoriaplatz in Genua

Giovan Battista Perasso (auch Balilla genannt; * 1735 in Genua; † 1781 ebenda) war ein jugendlicher Volksheld der Stadt Genua und später Italiens. 
Während des Österreichischen Erbfolgekriegs kam es 1746 in Genua zu einem Volksaufstand gegen österreichische Truppen, die sich vor allem im Stadtteil Portoria wegen etlicher Übergriffe gegen die Zivilbevölkerung unbeliebt gemacht hatten. Die Republik Genua war während des Krieges mit Spanien und Frankreich gegen Österreich und das Königreich Sardinien-Piemont verbündet und war deshalb besetzt worden. Giovan Battista Perasso, genannt Balilla (wahrscheinlich von Genuesisch Baciccia, dialektale Koseform von Giovan Battista, dt. Johann Baptist), soll den Aufstand am 5. Dezember durch den Wurf von Steinen auf die Österreicher ausgelöst haben.
Die historisch nicht belegten Taten des wahrscheinlich etwa zwölfjährigen Perasso wurden während des Risorgimento, der italienischen Nationalbewegung im 19. Jahrhundert, und besonders während des Faschismus als besonders patriotisch verherrlicht, wodurch er zu einer Art Nationalheld wurde, der auch in der vierten Strophe der italienischen Nationalhymne Fratelli d’Italia erwähnt wird:

„I bimbi d’Italia si chiaman Balilla“

„Die Kinder Italiens heißen Balilla“

Mussolini nannte seine faschistische Jugendorganisation Balilla. Balilla ist Namensgeber für die U-Boot-Klasse Balilla-Klasse und das erste U-Boot dieser Klasse R.Smg. Balilla. 